# Argyrodes andamanensis
Argyrodes andamanensis är en spindelart som beskrevs av Benoy Krishna Tikader 1977. Argyrodes andamanensis ingår i släktet Argyrodes och familjen klotspindlar.
Artens utbredningsområde är Andamanerna. Inga underarter finns listade i Catalogue of Life.